# Municipio de Curry
El municipio de Curry (en inglés: Curry Township) es un municipio ubicado en el condado de Sullivan en el estado estadounidense de Indiana. En el año 2020 tenía una población de 3398 habitantes y una densidad poblacional de 39,12 personas por km².

## Geografía
El municipio de Curry se encuentra ubicado en las coordenadas 39°13′2″N 87°23′56″O / 39.21722, -87.39889. Según la Oficina del Censo de los Estados Unidos, el municipio tiene una superficie total de 90.97 km², de la cual 90,53 km² corresponden a tierra firme y (0,48 %) 0,44 km² es agua.

## Demografía
Según el censo de 2010, había 3559 personas residiendo en el municipio de Curry. La densidad de población era de 39,12 hab./km². De los 3559 habitantes, el municipio de Curry estaba compuesto por el 97,64 % blancos, el 0,22 % eran afroamericanos, el 0,34 % eran amerindios, el 0,31 % eran asiáticos, el 0,31 % eran de otras razas y el 1,18 % eran de una mezcla de razas. Del total de la población el 0,98 % eran hispanos o latinos de cualquier raza.